# Адлер, Фридрих (политик)
Фри́дрих А́длер (нем. Friedrich Adler; 9 июля 1879, Вена — 2 января 1960, Цюрих) — австрийский социалистический политик и революционер, редактор, представитель австромарксизма. Наиболее известен как убийца министр-президента Австрии графа Карла фон Штюргка в 1916 году.

## Биография
Фридрих Адлер родился в семье австрийского социал-демократического политика Виктора Адлера и его супруги Эммы Браун.
Изучал математику и естественные науки в Цюрихе. Там вступил в Социал-демократическую партию Швейцарии, с 1897 года стал членом ассоциации австрийских социал-демократов, а с 1907 года — Социал-демократической партии Австрии. Был приват-доцентом на кафедре теоретической физики. Товарищ Альберта Эйнштейна по Цюрихской политехнике и впоследствии оппонент его теории относительности. Но в 1909 году, выбранный заведовать кафедрой физики в Пражском университете и узнав, что на кафедру претендовал имевший такое же образование, но дискриминируемый из-за этнического происхождения инженер Эйнштейн, отказался от этой должности и просил выбрать именно Альберта Эйнштейна (в письме отцу Адлер писал, что тот «не умеет выстраивать правильные отношения с людьми», но гений и заслужил это место).
Находился под влиянием позитивистских теорий Эрнста Маха и Рихарда Авенариуса. А. С. Мартынов вспоминал, что Адлер был махистом. В своём труде «Материализм и эмпириокритицизм» В. И. Ленин критикует сочинение «наивного приват-доцента» Фридриха Адлера «Открытие элементов мира» в числе прочих, пытавшихся «дополнить марксизм махизмом».
С 1910 года Адлер редактировал швейцарскую газету «Volksrecht» («Право народа»). В 1911 году полностью прекратил заниматься наукой и переключился на политику, посвятив себя профсоюзной и партийной работе. Вернувшись в Вену, вступил в секретариат партии, наряду с Отто Бауэром стал соредактором её теоретического ежемесячника «Der Kampf» («Борьба») и приступил к изданию еженедельного агитационного листка «Das Volk» («Народ»).
Выдвинулся в лидеры левого крыла австрийской СДП и яростно выступал против Первой мировой войны вразрез с официальной линией социал-демократов. Накануне войны, намереваясь её предотвратить в соответствии с предвоенными решениями Второго интернационала, был занят подготовкой международного социалистического конгресса. Когда война всё же началась, Фридрих Адлер резко осудил руководство социал-демократов как контрреволюционное, считая, что оно «предало классовые интересы пролетариата» и превратило СДП в мелкобуржуазную и националистическую партию «социал-патриотов». Автор «Манифеста австрийских интернационалистов», опубликованного вскоре после Циммервальдской конференции.
В своей борьбе против военной политики Австро-Венгрии Фридрих Адлер пошёл на крайность, и 21 октября 1916 года в ресторане венской гостиницы «Meissl & Schadn» («Майссл унд Шадн») он застрелил тогдашнего министра-президента Австро-Венгрии, крайне консервативного графа Карла фон Штюргка. Адлер дождался, когда Штюргк сядет за столик, достал револьвер и произвел 3 или 4 выстрела в голову главы правительства. После этого он выкрикнул «Долой абсолютизм, мы хотим мира!»
Марксистские партии не одобряли актов индивидуального террора; печатные органы его собственной СДП осудили это политическое убийство. В ожидании суда, грозившего ему смертным приговором, Адлер в тюрьме засел писать статью с критикой теории относительности. Сам Эйнштейн предлагал выступить в суде с показаниями в защиту подсудимого, но его так и не вызвали. Адлер-старший же пытался спасти сына, объявив его психически неуравновешенным (в качестве доказательства чего указывал и попытки Фридриха опровергнуть теорию относительности Эйнштейна). В итоге, Адлер в мае 1917 года был приговорён к смертной казни. Воспользовавшись вынесением смертного приговора Адлеру, большевики организовали в ряде гарнизонов митинги протеста «против смертной казни и против войны». Но позже приговор был заменён на 18 лет заключения.
29 октября 1918 г. на первом съезде Российского комсомола Фридрих Адлер был избран почётным председателем съезда вместе с В. И. Лениным и Либкнехтом.
После революции 1918 года Адлер был освобождён и стал играть важную роль как лидер рабочих советов (председатель Всеавстрийского совета рабочих депутатов) и член Национального совета Австрии. Более того, поскольку после распада империи и потери неавстрийских территорий с многочисленным крестьянством новое руководство СДП во главе с Бауэром сочло ненужными дальнейшие компромиссы с «мелкобуржуазными слоями», официальная партийная линия стала соответствовать позициям Адлера во время войны, а он сам уже воспринимался как герой. Новосозданная Коммунистическая партия Австрии надеялась заполучить в качестве перспективного члена Фрица Адлера, широко известного как революционный марксист, но он остался в рядах социал-демократов. К тому же, Адлер стал умерять свои взгляды и критически отзывался о большевизме; перед Лениным он ходатайствовал об освобождении меньшевиков из тюрем.
Адлер был одним из лидеров «Двухсполовинного», или Венского, интернационала (1921—1923), а затем Социалистического рабочего интернационала, в котором более 15 лет занимал пост секретаря исполкома (1923—1940), вначале вместе с Томом Шоу, а затем самостоятельно. Отвергая любые попытки поглощения СРИ Коминтерном, вёл борьбу против фашизма и за единство рабочего движения на антифашистской платформе. Чтобы помочь Адлеру избежать обвинений в сотрудничестве с коммунизмом, Советский Союз решил финансово поддержать Фридриха Адлера и СРИ не прямой дотацией, а покупкой рукописей Карла Маркса и Фридриха Энгельса.
В 1940 году с началом Второй мировой войны переехал в США. После войны в 1946 году вернулся в Европу в Цюрих, прекратил политическую деятельность и занимался изданием переписки своего отца с Августом Бебелем и Карлом Каутским. Адлер умер 2 января 1960 года в Цюрихе.
Лев Троцкий так описывал Фридриха Адлера («доктора Фрица», как его называли в партийных кругах):

«Довольно высокого роста, худой, слегка сутуловатый, с благородным лбом, на который падают вьющиеся светлые волосы, и с отпечатком постоянной задумчивости на лице, Фриц стоял всегда особняком в среде довольно многочисленной в Вене партийной интеллигенции, столь склонной к острословию и дешевым анекдотам».

## Названия в честь Адлера
В 1918 году в честь Адлера одна из улиц в Москве была переименована в улицу Фридриха Адлера. Поначалу в ряде городов стали появляться улицы его имени, но после его неприятия коммунистической идеологии, улицы начали переименовывать. Хотя после выхода из тюрьмы Адлер активно выступал против коммунистической идеологии вообще и коммунистического режима в России в частности, улица Фридриха Адлера в Москве существовала до 1931 года, когда она была переименована в улицу Красина.
В 1918—1921 годах имя Фридриха Адлера носил Большой проспект Васильевского острова Петрограда.
В 1918—1935 годах современная улица Пионеров в Курске называлась улица Фридриха Адлера. В 1919—1926 годах в Пензе это же название носила будущая улица Калинина.
Имя Фридриха Адлера носит улица в Вене.

## Сочинения
- Возрождение Интернационала : Статьи, написанные во время войны / Предисл. Карла Каутского. — Петербург : Гос. изд-во, 1919. — XVI, 251 с. — (Библиотека научного социализма).